# Fairchild-Republic A-10 Thunderbolt II
A-10 Thunderbolt II, američki dvomotorni jurišni zrakoplov. A-10 je razvijen krajem 1960-ih kada je postalo jasno da američko ratno zrakoplovstvo hitno treba specijalizirani avion za uništavanje ciljeva na zemlji, kojem će uža specijalnost biti uništavanje sovjetskih tenkova u slučaju napada na zapadnu Europu. Zbog toga je 1969. raspisana specifikacija AX kojom se tražio jednostavan i nadasve otporan jurišnik koji će moći uništavati tenkove bez obzira na protuzračnu obranu. Na natječaju je pobijedio Fairchild Republic sa svojim prototipom YA-10.
Cijeli je Thuderbolt II zapravo konstruiran oko topa GAU-8 Avenger kalibra 30 mm koji je konstruiran samo s jednom namjenom - uništavanja tenkova. Za top je razvijeno i posebno streljivo od osiromašenog urana sposobno probiti oklop i najsuvremenijih tenkova. Uz top mase 1905 kg ide i spremnik streljiva kapaciteta 1174 granata. Dva turbofan motora General Electric TF 34-100 omogućavaju maksimalnu brzinu od samo 722 km/h, dok se brzina pri djelovanju po ciljevima na zemlji kreće oko 500 km/h. Posebna je pozornost posvećena zaštiti pilota, tako da je kabina oklopljena titanom.
Zbog iskustava stečenih proteklih godina u operacijama u Afganistanu i Iraku i povećanih potreba za tim tipom aviona, koji se u određenom trenutku smatrao zrelim za "umirovljenje", američko ratno zrakoplovstvo prije nekoliko godina pokrenulo je program modernizacije A-10. Tako je u sklopu Precision Engagement programa modernizacije početkom 2007. bila službeno predstavljena nova inačica A-10C. Navedenim programom modernizacije namjerava se produljiti i radni vijek aviona: isprva je bilo zamišljeno do 2020., a prema sadašnjim planovima čak do 2028. godine.
Zbog svoje specifične namjene Thunderbolt II nije pronašao strane kupce.

## Tehničke karakteristike (A-10A)
Osnovne karakteristike
- dužina: 16,26 m
- raspon krila: 17,53 m
- površina krila: 47 m2
- visina: 4,47 m
- aeroprofil: NACA 6716 korjen krila, NACA 6713 vrh krila

Letne karakteristike
- najveća brzina: 833 km/h
- ekonomska brzina: 560 km/h
- dolet: 4.150 km
- brzina penjanja: 30 m/s
- najveća visina leta: 13.700 m
- specifično opterećenje krila: 482 kg/m2
- motor: 2× General Electric TF34-GE-100A turbomlazna motora